# Rakovica
Rakovica (in serbo Раковица?) è una delle 17 municipalità che costituiscono la città di Belgrado

## Storia
Il primo insediamento sul territorio dell'attuale Rakovica fu menzionato nel censimento ottomano del 1560 come villaggio chiamato Vlaha. La tradizione vuole che il luogo abbia preso il nome dal gambero (in serbo: rak, rakovica), che presumibilmente abitava il Rakovički potok che scorreva attraverso il villaggio. La prima menzione del monastero - simbolo di Rakovica - sotto il nome di monasterium Racauicense risale al 1502 da documenti di Feliks Petančić. Il villaggio si trasformò gradualmente in un sobborgo e poi nel quartiere di Belgrado, una delle zone più industrializzate della capitale serba. Secondo il censimento del 1981, il quartiere (comunità locale, mesna zajednica) di Rakovica aveva una popolazione di 17.871 abitanti, circa un quinto della popolazione comunale. Tuttavia, la comunità locale venne successivamente divisa in diverse comunità più piccole, e quelle che comprendevano strettamente l'area del quartiere di Rakovica avevano una popolazione di 9.901 abitanti nel 2002.
Dal giugno 1945 al dicembre 1946 Rakovica è stato uno dei 5 quartieri amministrativi della Raion VII di Belgrado. Il Comune di Rakovica è stato creato nel 1952, dopo la fine della precedente divisione di Belgrado in razioni, dal 1945 al 1952. Nel 1960 il comune fu annesso alla vicina Čukarica, ma si divise nuovamente nel 1974. La festa del comune è il 14 ottobre, giorno patronale della Sindone della Santissima Vergine.
Negli ultimi anni - fine anni 2010 e primi 2020 - il tasso di criminalità nel comune è aumentato, in particolare gli scontri criminali.

### Bombardamenti NATO del 1999
Durante i bombardamenti NATO sulla Jugoslavia, Rakovica fu l'unico comune di Belgrado ad essere preso di mira quasi ogni notte, e poi ogni giorno. Gli attacchi più pesanti furono subiti dalla collina Straževica (sotto la quale si trovava la base sotterranea jugoslava) e dal bosco del monastero, molto probabilmente perché lì si trovavano numerosi cannoni antiaerei. Sebbene non tutta Rakovica fosse sotto attacco aereo, la maggior parte del comune subì diversi danni collaterali.

## Geografia

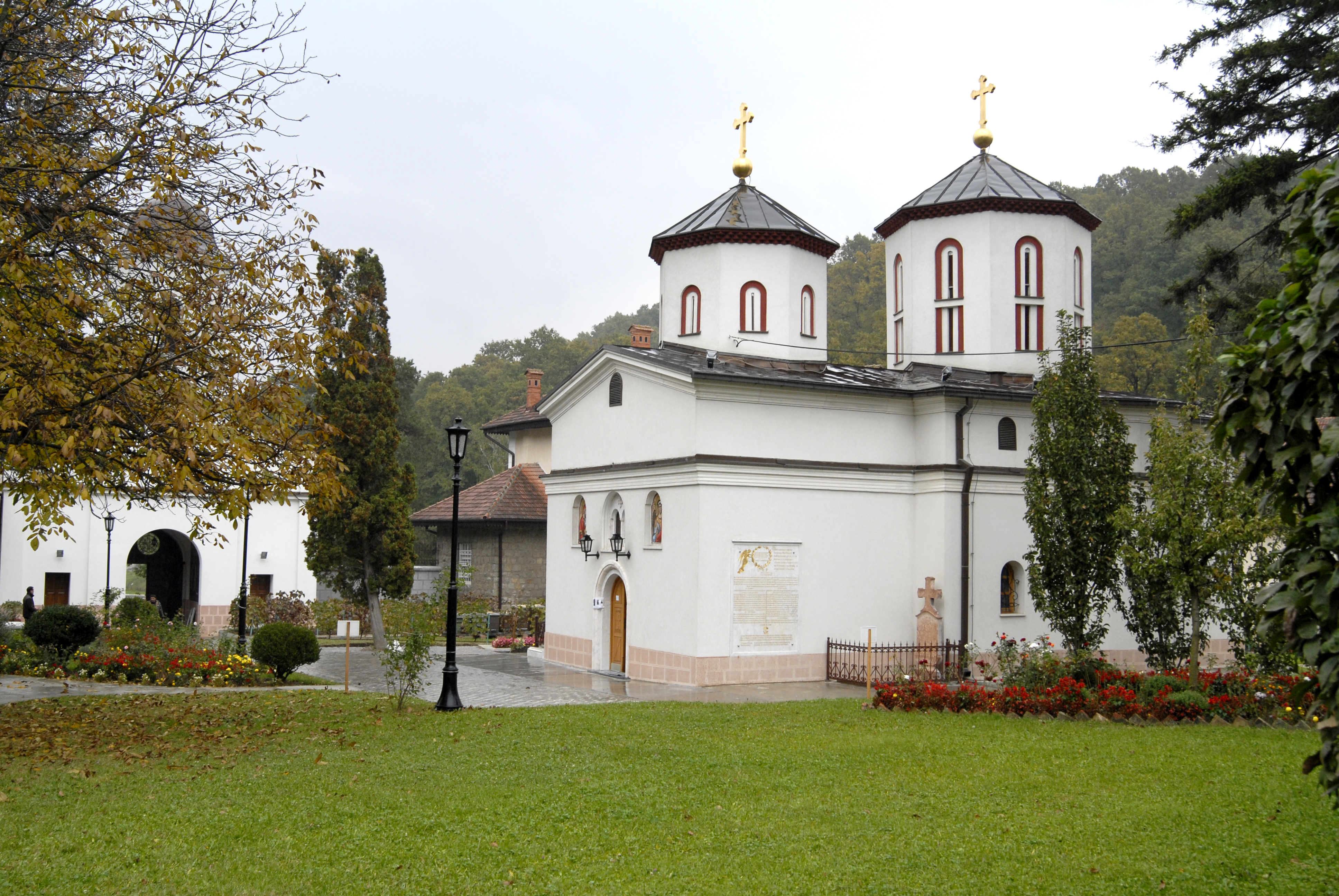
Monastero di Rakovica.

Rakovica si trova nella valle del fiume Topčiderka, dove il ruscello Rakovički potok sfocia nel fiume Sava, a 9-10 chilometri da Terazije, nel centro di Belgrado. Il quartiere si è sviluppato tra due grandi boschi, Košutnjak a nord e Manastirska šuma, a sud, a nord del monastero di Rakovica. Confina con i quartieri di Kanarevo Brdo a nord-est, Miljakovac a est, Kneževac a sud e Vidikovac e Skojevsko Naselje a ovest. Poiché in molti casi i confini tra i quartieri non sono ben definiti, in alcune parti Rakovica si sovrappone ad esempio a Kneževac o Miljakovac. Il quartiere di Selo Rakovica (villaggio Rakovica) si trova circa 6-7 chilometri più ad est, appartiene al comune di Voždovac e generalmente non è associato al termine Rakovica.
Rakovica copre un'area di 31,8 chilometri quadrati. Si trova in una zona collinare, con numerose collinette, molte delle quali si sono urbanizzate e si sono sviluppate nei quartieri di Belgrado: Miljakovac (193 m), Petlovo Brdo (205 m; la cima della collina si trova nel comune di Čukarica), Kanarevo Brdo, Labudovo Brdo, Straževica, Košutnjak, Vidikovac, ecc.
Il comune si trova in gran parte nella valle del fiume Topčiderka. Nella zona ci sono numerosi altri corsi d'acqua, la maggior parte dei quali sfocia nella Topčiderka: Rakovički potok, Jelezovac, Zmajevac, Pariguz, Kijevski potok, ecc.
Le parti centrali e settentrionali dei comuni sono aree boschive. L'intero settore settentrionale copre infatti la parte meridionale del grande parco-bosco Košutnjak, mentre i boschi di Miljakovac e Manastir (Miljakovačka šuma e Manastirska šuma) si trovano nelle parti centrali, rispettivamente sui pendii delle colline di Miljakovac e Straževica.

## Quartieri
| - Jelezovac - Kanarevo Brdo - Kijevo - Kneževac | - Labudovo Brdo - Miljakovac - Miljakovac I - Miljakovac II | - Miljakovac III - Petlovo Brdo - Pionirski Grad - Rakovica | - Resnik - Skojevsko Naselje - Stari košutnjak - Straževica | - Sunčani Breg - Vidikovac - Petlovo Brdo |

## Società
Secondo il censimento del 2011 la popolazione del comune era di 108.641 abitanti. Precedentemente uno dei comuni urbani di Belgrado con la più alta crescita demografica, dagli anni '90 la crescita è rallentata. Tuttavia, Rakovica rimane uno dei comuni più densamente popolati di Belgrado con 3.504 abitanti per chilometro quadrato (9.080/mq).

### Evoluzione demografica
Abitanti censiti

### Etnie e minoranze straniere
La composizione etnica del comune:
1. Serbia, 100 937
2. Montenegro, 783
3. Rom, 600
4. Macedonia del Nord, 536
5. Croazia, 434
6. Jugoslavia, 400
7. Gorani, 331
8. Muslims, 194
9. Bosnia ed Erzegovina, 114
10. Albania, 105
11. Ungheria, 103
12. Altro, 4 104

## Amministrazione
Presidenti del Comune dal 1989:
- 1989 – 1992: Miodrag Vidojković
- 1992 – 1996: Slavica Tanasković
- 1996 – 2000: Predrag Dokmanović
- 2000 – 2004: Srboslav S. Zečević
- 2004 – 2012: Bojan Milić
- 2012 – 2014: Milosav Miličković (SNS)
- 2014 – 2020: Vladan Kocić (SNS)
- 2020 – attuale: Miloš Simić (SNS)

## Economia

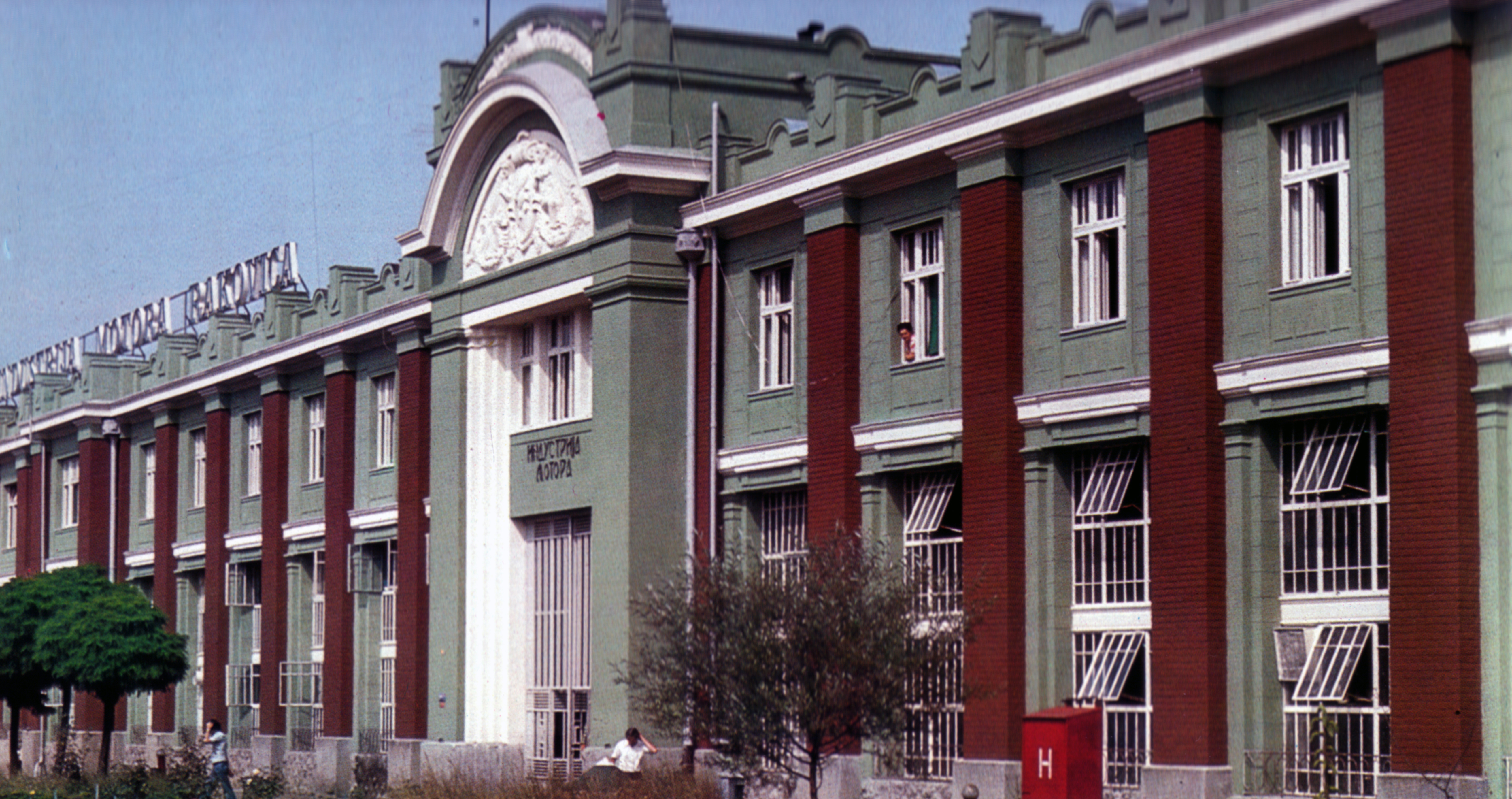
Sede dell'Industrija Motora Rakovica.

Rakovica è una delle zone più industrializzate di Belgrado. Alcune delle fabbriche nella zona includono: Industrija Motora Rakovica (fabbrica di motori), Rekord (fabbrica di pneumatici), 21 Maj (fabbrica di trattori e altri veicoli agricoli), Frigostroj (fabbrica di refrigeratori e condizionatori d'aria), IMP (fonderia), Tehnogas MESSER (fabbrica di ossigeno e acetilene), ecc. La maggior parte di queste fabbriche ha sofferto gravemente nel processo di transizione. Un'altra zona industrializzata del comune è il quartiere di Kijevo con la cava che rifornisce di pietra e ardesia l'intera industria edile di Belgrado. Anche il resto dell'industria riguarda principalmente l'edilizia e l'edilizia (imprese di costruzione e cementifici Komgrap, Graditelj, ecc.).
Rakovica si trova su importanti vie di traffico. La valle di Rakovički potok è il percorso verso la Kružni put, la strada suburbana di Belgrado e la futura parte della progettata circonvallazione di Belgrado, e la ferrovia Belgrado-Požarevac, mentre la valle di Topčiderka è il percorso verso la ferrovia Belgrado-Niš. Le altre strade importanti del comune sono la via Patrijarha Dimitrija che attraversa il centro dell'area urbanizzata e la Ibarska magistrala all'estremità occidentale del comune.
A Rakovica si trovano il MOC, il Centro didattico sulle macchine e l'Istituto per i motori.
Il 19 ottobre 2017 a Rakovica, sul luogo dell'ex fabbrica di pneumatici Rekord, è stato inaugurato il grande centro commerciale Kapitol Park ("Capitol Park"). Un investimento di 30 milioni di euro, ha una superficie totale di 25.000 metri quadrati. Dopo un ritardo a partire da giugno 2016, la costruzione è iniziata a marzo 2017. È il più grande parco commerciale di Belgrado.
La tabella seguente fornisce un'anteprima del numero totale di persone registrate impiegate nella loro attività principale (al 2018):
| Attività                                                                      | Totale |
| ----------------------------------------------------------------------------- | ------ |
| Agricoltura, silvicoltura e pesca                                             | 115    |
| Estrazione mineraria ed estrattiva                                            | 28     |
| Produzione                                                                    | 2 482  |
| Fornitura di energia elettrica, gas, vapore e aria condizionata               | 169    |
| Fornitura d'acqua; fognature, gestione dei rifiuti e attività di bonifica     | 183    |
| Costruzione                                                                   | 852    |
| Commercio all'ingrosso e al dettaglio, riparazione di autoveicoli e motocicli | 5 490  |
| Trasporto e stoccaggio                                                        | 1 178  |
| Servizi di alloggio e ristorazione                                            | 669    |
| Informazione e comunicazione                                                  | 632    |
| Attività finanziarie e assicurative                                           | 197    |
| Attività immobiliari                                                          | 51     |
| Attività professionali, scientifiche e tecniche                               | 1 526  |
| Attività amministrative e di servizi di supporto                              | 1 283  |
| Pubblica amministrazione e difesa; previdenza sociale obbligatoria            | 697    |
| Formazione scolastica                                                         | 1 192  |
| Attività sanitarie e di assistenza sociale                                    | 1 300  |
| Arti, intrattenimento e svago                                                 | 369    |
| Altre attività di servizio                                                    | 476    |
| Singoli lavoratori agricoli                                                   | 10     |
| Totale                                                                        | 18 897 |